# Sensations (film, 1975)
Pour plus de détails, voir Fiche technique et Distribution.
Sensations est un film pornographique film franco-néerlandais de Lasse Braun sorti en 1976.

## Fiche technique
- Titre : Sensations
- Réalisation : Lasse Braun (sous le pseudonyme d'Alberto Ferro)[2]
- Scénario : Lasse Braun • Ian Rakoff
- Producteur : Reuben Sturman
- Société de production : Lasse Braun Productions
- Pays :  France -  Pays-Bas
- Année : 1975
- Format : couleur 35 mm
- Genre : pornographique
- Durée : 88 minutes
- Dates de sortie : 
  -  France : 11 mai 1975 (marché du film du Festival de Cannes)
  -  États-Unis : 4 novembre 1975 (présentation à New York)
  -  France : 28 janvier 1976
  -  Suède : 4 octobre 1976
  -  Japon : 30 octobre 1976
- Autres titres : 
  -  France : Polissonnes en vadrouille (titre secondaire)
  -  Canada : Sensations hollandaises

## Distribution
- Brigitte Maier : Margaret
- Véronique Monod : Veronique (sous le nom de Véronique Monet)
- Helga Trixi : Trixie (sous le nom de Trixie Heinen)
- Frédérique Barral : Liza
- Robert Leray : Lord Weatherby
- Tupi Owens : Lady Pamela
- Tania Busselier : Tania Soarez (sous le nom de Tania Bussel)
- Dawn Cummings : Julie (sous le nom de Shirley Cox)
- Jean-Claude Baboulin : Philippe
- Eva Quang : Eva
- Patrick Andersen : Patrick
- Pierre Latour : Lazlo
- Nathalie Morin : Rebecca
- Bent Rohweder : David Griffin
- Claudio Rosso : Alonzo Soarez